# Pseudopostega epactaea
Pseudopostega epactaea là một loài bướm đêm thuộc họ Opostegidae. Nó được Edward Meyrick miêu tả năm 1907. Nó được tìm thấy ở Sri Lanka.
Con trưởng thành bay vào tháng 2 và tháng 3.